# تيرينو ادرياتيكو 2011
تيرينو ادرياتيكو 2011 (بالإنجليزية: 2011_Tirreno–Adriatico)‏ هو سباق دراجات هوائية أقيم بتاريخ 9–15 مارس، تكون السباق من 7 مراحل وامتدّ لمسافة 1075.1 كم بسرعة 38.915 كم/س، استغرق السباق 27 ساعة 37 دقيقة 37 ثانية. فاز به الأسترالي كاديل إفانز وحلّ ثانيا روبرت جاسنك بينما حصل على المركز الثالث ميشيل سكاربوني.

## الترتيب
| م                     | الدرّاج         | البلد    | الزمن                     |
| --------------------- | -------------- | -------- | ------------------------- |
| الفائز بالترتيب العام | كاديل إفانز    | أستراليا | 27 ساعة 37 دقيقة 37 ثانية |
| الثاني                | روبرت جاسنك    | هولندا   |                           |
| الثالث                | ميشيل سكاربوني | إيطاليا  |                           |
| حسب النقاط            | ميشيل سكاربوني | إيطاليا  | -                         |
| أفضل شاب              | روبرت جاسنك    | هولندا   | -                         |